# Guido Buchwald

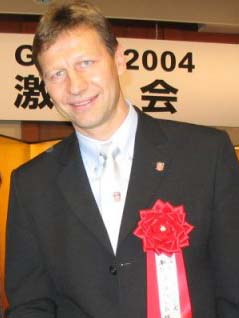
Guido Buchwald, 2004

Guido „Diego“ Ulrich Buchwald (* 24. Januar 1961 in West-Berlin) ist ein ehemaliger deutscher Fußballspieler und -trainer.
Als Höhepunkt seiner Karriere gilt sein Einsatz im siegreichen Endspiel der Fußball-Weltmeisterschaft 1990 als Gegenspieler von Diego Maradona. Mit dem VfB Stuttgart wurde er 1984 und 1992 Deutscher Meister.
Heute gehört Buchwald dem Kuratorium der Stiftung Jugendfußball an.

## Biografie

### Stationen als Spieler
Buchwald wurde in Berlin geboren und lebte ab 1962 in Wannweil, wo er auch das Fußballspielen erlernte. Mit den Stuttgarter Kickers wurde er Deutscher A-Jugendmeister der Saison 1978/79. Der ausgebildete Elektroinstallateur begann seine Bundesliga-Laufbahn in der Saison 1983/84 beim VfB Stuttgart, für den er insgesamt 325 Bundesligaspiele absolvierte und dabei 28 Tore erzielte.
Mit dem VfB erreichte er 1986 das DFB-Pokal-Endspiel und 1989 das UEFA-Pokal-Finale, welche jedoch beide verloren wurden. Er wurde zweimal Deutscher Meister (1984 und 1992). Am letzten Spieltag der Saison 1991/92 entschied Buchwald mit einem Kopfballtor zum 2:1 bei Bayer Leverkusen in der 86. Spielminute die Meisterschaft für den VfB Stuttgart.
1994 wechselte der 76-fache deutsche Nationalspieler nach Japan in die J. League, in der er 127 Spiele (11 Tore) für die Urawa Red Diamonds bestritt. Gegen Ende der Saison 1997/98 kehrte er nach Deutschland zum abstiegsbedrohten Karlsruher SC zurück. Für den KSC bestritt er in dieser Saison noch neun Bundesligaspiele, konnte den Abstieg aber nicht verhindern. In der folgenden Saison kam Buchwald weitere 31-mal in der 2. Bundesliga zum Einsatz. Er beendete danach seine aktive Karriere.
2007 durfte Buchwald die Meisterschale, die er 15 Jahre zuvor noch selbst als VfB-Kapitän erhalten hatte, an seinen Nachfolger Fernando Meira überreichen.
Buchwald hatte nach dem WM-Titel 1990 ein Angebot vom FC Parma und von Real Madrid. Der VfB hat ihnen aber die Freigabe verweigert.

### Nationalelf
Insgesamt absolvierte Buchwald 76 Einsätze für die A-Nationalmannschaft, schoss dabei vier Tore und erhielt zwei Gelbe Karten. Er debütierte am 22. Mai 1984 im Spiel gegen Italien anlässlich des 80. Gründungstags der FIFA und gehörte anschließend zum Aufgebot für die EM 1984, bei der die DFB-Auswahl bereits in der Vorrunde ausschied. Anschließend nahm er mit der Olympiaauswahl am olympischen Fußballturnier in Los Angeles teil. Für die Weltmeisterschaft 1986 in Mexiko nominierte ihn Teamchef Franz Beckenbauer nicht.
Bei der EM 1988 prallte er im Spiel gegen Dänemark mit Flemming Povlsen zusammen und zog sich dabei eine Platzwunde zu. Nachdem diese genäht war, kehrte er auf den Platz zurück, musste dann aber aufgrund einer Leistenzerrung ausscheiden. Die EM war für ihn damit beendet. Bei der EM 1992 in Schweden brach Buchwald nach einem Kopfballduell bewusstlos zusammen und erlitt dabei eine Verlegung der Atemwege. Der Masseur der Nationalelf, Adolf Katzenmeier, rettete ihm das Leben.
Bei der Weltmeisterschaft von 1990 war Buchwald Stammspieler und absolvierte alle sieben Spiele der Nationalmannschaft. Seinen Spitznamen „Diego“ verdankt er nicht seiner starken Leistung im Finale gegen Maradona, den er über die gesamte Spielzeit nicht zur Entfaltung kommen ließ; vielmehr erhielt er diesen bereits nach dem Achtelfinale aufgrund des Übersteigers vor seiner Flanke zu Jürgen Klinsmanns 1:0 gegen die Niederlande.
Für seine sportlichen Erfolge wurde er – zusammen mit der Weltmeistermannschaft – mit dem Silbernen Lorbeerblatt ausgezeichnet.

### Sportdirektor und Trainer
Nach seinem Karriereende als Spieler wurde Buchwald Sportdirektor beim KSC, mit dem er ab- und in der folgenden Saison wieder in die Zweite Bundesliga aufstieg. Im Jahr 2001 wechselte er zu seinem früheren Klub, den Stuttgarter Kickers, und nahm dort in Teilzeitarbeit die gleiche Position ein. Später wurde er sportlicher Berater bei den Urawa Red Diamonds und arbeitete ab dem 1. Januar 2004 bei seinem ehemaligen Klub als Trainer. Nach zwei Vizemeisterschaften 2004 und 2005 gelang seinem Team 2005 mit dem Gewinn des Kaiserpokals (japanischer Pokal) ein lange erhoffter Titelgewinn. 2006 sicherten sich die Urawa Red Diamonds am letzten Spieltag der J-League die erste Meisterschaft seit der Umbenennung 1992. Zuletzt hatte der Verein die japanische Meisterschaft als Mitsubishi FC im Jahre 1982 gewonnen. Nur wenige Tage später wiederholte das Team im Endspiel um den Kaiserpokal seinen Vorjahrestriumph mit einem 1:0-Erfolg gegen Gamba Osaka und sicherte sich das Double. Mit diesem doppelten Titelgewinn und der Wahl zum Trainer des Jahres 2006 in Japan beendete „Guido-San“ im Dezember 2006 sein Traineramt in Asien.
Am 11. Juni 2007 unterzeichnete Buchwald beim Bundesliga-Absteiger Alemannia Aachen einen Zweijahresvertrag als Cheftrainer. Er folgte damit auf Michael Frontzeck, der nach dem nicht geglückten Klassenerhalt in der Fußball-Bundesliga sein Amt zur Verfügung gestellt hatte. Für Buchwald war Aachen die erste Trainerstation in Deutschland. Am 26. November 2007 wurde er entlassen, als seine Mannschaft zu diesem Zeitpunkt nur den neunten Tabellenplatz belegte. Insbesondere die „schwache Leistung“ des Teams in Auswärtsspielen, für die Buchwald keine Erklärung fand, war Grund für die Trennung. Seit dem 1. Dezember 2010 war Buchwald im Präsidium der Stuttgarter Kickers für das Ressort Fußball/1. Mannschaft verantwortlich. Unter seiner Führung gelang in der Saison 2011/2012 der Aufstieg in die 3. Liga. Dort übernahm Buchwald im Laufe der Saison 2012/2013 nach einer Serie von Niederlagen im November 2012 interimsweise das Traineramt, nachdem Aufstiegstrainer Dirk Schuster von seinen Aufgaben entbunden worden war. Zur Rückrunde der Saison 2012/2013 wurde mit Gerd Dais schließlich ein neuer Trainer verpflichtet und Buchwald kehrte auf seinen Posten im Präsidium des Vereins zurück. Am 1. Oktober 2013, einen Tag nach Verpflichtung des neuen Trainers Horst Steffen, trat er mit sofortiger Wirkung von diesem Posten zurück.
Ab 2015 arbeitete er für den VfB Stuttgart als Scout sowie als Mitarbeiter für Internationalisierung auf dem asiatischen Markt. Am 4. Februar 2019 trat Buchwald aufgrund vereinsinterner Differenzen von all seinen Ämtern zurück.

### Persönliches
Buchwald ist stellvertretender Aufsichtsratsvorsitzender der Morgenstern AG (vormals Morgenstern + Buchwald GmbH), einem Anbieter von Output- und Dokumenten-Management-Systemen. Er ist Pate der Jugendherberge Stuttgart International und der Familienherberge Lebensweg, einer Hilfsorganisation für Familien mit schwerstkranken Kindern.
Buchwald beantragte und bezieht eine Verletztenrente der deutschen gesetzlichen Unfallversicherung. Zudem war er Klient einer Spezialagentur, die Sportler berät, um Maximalerträge aus jener Rente zu erhalten.
2024 wurde Buchwald in die Hall of Fame des deutschen Fußballs aufgenommen.

### Erfolge als Spieler
- Weltmeister: 1990
- Deutscher Meister: 1983/84, 1991/92
- DFL-Supercup: Sieger 1992
- DFB-Pokal: Finalist 1985/86
- UEFA-Pokal: Finalist 1988/89